# 浴びて! 光
「浴びて! 光」（あびて! ひかり）はEvery Little Thingの配信限定シングル。

## 解説
- 持田香織が出演するメナード「フェアルーセント」キャンペーンソング。
- シングルとしては2017年の「RIDE IT OUT」より約10ヶ月振りとなる。
- ジャケットには持田本人が撮影した写真が用いられている[1]。
- 本作品を最後に新譜作リリースを行っておらず、翌年より2人はソロとしてそれぞれ拠点を置いている。また、元号が令和へ改元された為、シングル・アルバム含めて今作が平成時代最後のリリース作品となった。

## 収録曲
1. 浴びて! 光
作詞：Kasekicider. / 作曲：Kota Hashimoto
  - メナード「フェアルーセント」2018 CMソング。